# Birgit Heitland

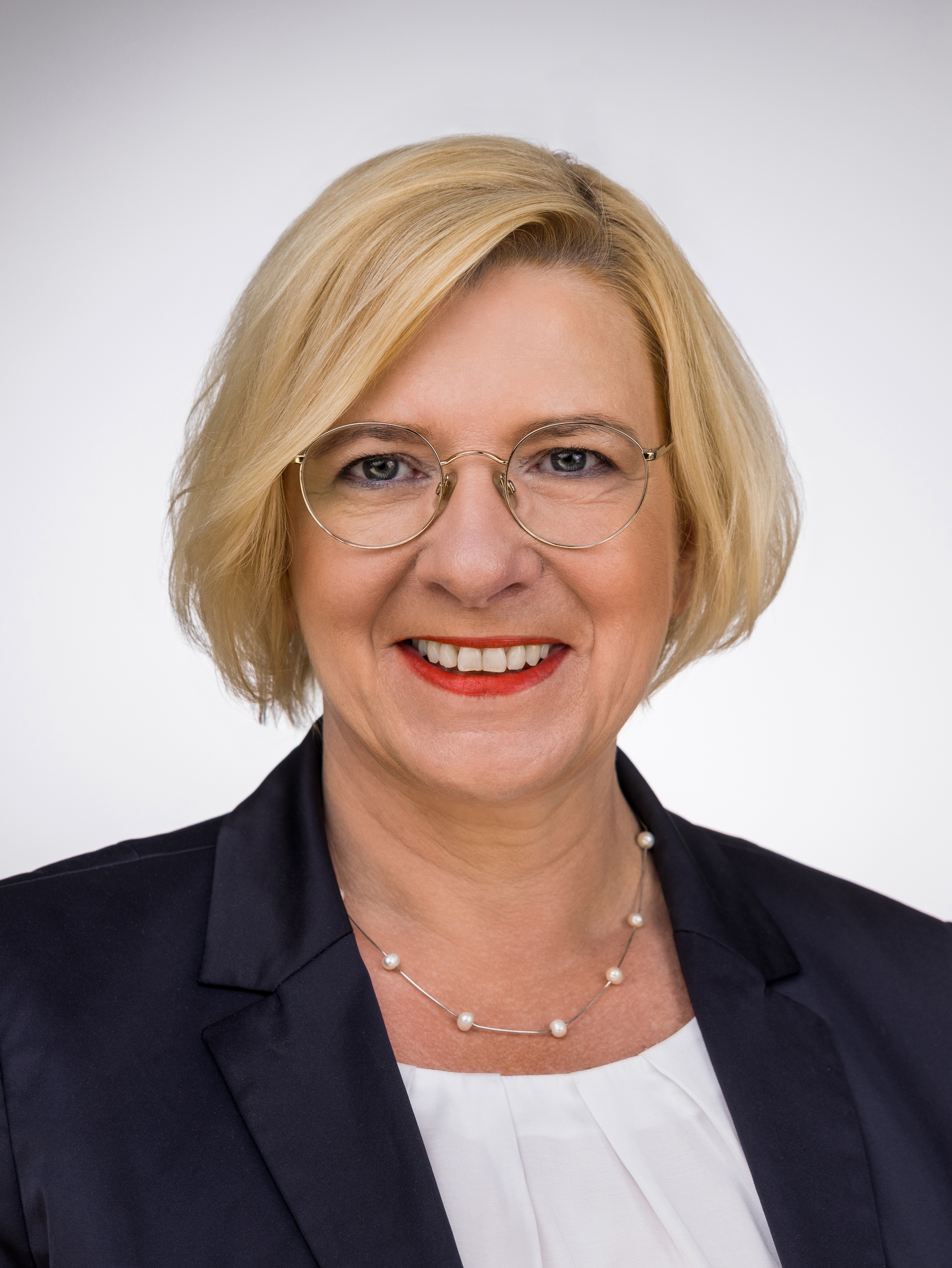
Birgit Heitland, 2022

Birgit Heitland (* 15. Dezember 1963 in Frankfurt am Main) ist eine deutsche Politikerin (CDU). Seit dem 19. Mai 2017 gehört sie als Abgeordnete dem Hessischen Landtag an (MdL).

## Leben und Wirken
Nachdem Birgit Heitland als pharmazeutisch-technische Assistentin im Apothekendienst gearbeitet hatte, bildete sie sich zur Schulungsreferentin und zum Teamcoach weiter und war zuletzt als freiberufliche Schulungsreferentin für Apotheken und die pharmazeutische Industrie tätig. Sie ist evangelisch, verheiratet und hat zwei Kinder.
1999 war Heitland Gründungsmitglied der Frauenunion Zwingenberg, fungierte bis 2003 als deren Vorsitzende und gehörte zwischen 2000 und 2002 dem Vorstand der Kreisfrauenunion Bergstraße an. Als Stadtverordnete sitzt sie seit 2001 in der Stadtverordnetenversammlung Zwingenberg, zwischen 2001 und 2003 als stellvertretende Fraktionsvorsitzende und zwischen 2003 und 2006 sowie zwischen 2012 und 2016 als Vorsitzende. Von 2006 bis 2011 sowie 2016 und 2021 war sie Stadtverordnetenvorsteherin. Dem Kreistag des Landkreises Bergstraße gehört sie seit 2006 an und ist dort seit 2012 stellvertretende Kreistagsvorsitzende. Seit 2022 ist sie die Kreisvorsitzende der CDU Bergstraße.
Bei den Landtagswahlen in Hessen in den Jahren 2008, 2009 und 2013 war Heitland jeweils stellvertretende Kandidatin im Wahlkreis 55 (Bergstraße Ost). Nachdem Peter Stephan am 18. Mai 2017 altersbedingt sein Landtagsmandat niederlegte, rückte Birgit Heitland für diesen in den Hessischen Landtag nach. Bei der Landtagswahl am 28. Oktober 2018 wurde sie mit 31,6 Prozent der Stimmen im Wahlkreis Bergstraße Ost zur Landtagsabgeordneten gewählt. Sie war von 2019 bis 2020 Mitglied im Sozial- und Integrationspolitischen Ausschuss und gehörte auch zeitweise dem Ausschuss für Wirtschaft, Energie, Verkehr und Wohnen an. Derzeit gehört sie dem Hauptausschuss und als Sprecherin der CDU-Landtagsfraktion dem Petitionsausschuss an. Seit Anfang 2024 ist sie stellvertretende Fraktionsvorsitzende der CDU-Fraktion im Hessischen Landtag. Bei der Landtagswahl 2023 gewann sie mit 38,4 % der Erststimmen erneut das Direktmandat im Wahlkreis 55 (Bergstraße II).